# 民間予備航空隊
民間予備航空隊（みんかんよびこうくうたい Civil Reserve Air Fleet,CRAF）は、アメリカ合衆国の予備軍事制度の一。有事において、民間航空会社の機材を活用し、空輸兵力の一助とするものである。

## 概要
1948年から1949年にかけてのベルリン封鎖においては、航空輸送が戦略的・継続的補給能力を有することを証明した。この経験から、空輸能力を強化するために、1952年にCRAFの制度が創設された。
アメリカ合衆国の主要航空会社は、CRAFに組み入れられており、有事の際は人員・航空機材などは空輸兵力として軍の指揮により運航されることとなる。有事に必要とされる大量の空輸兵力を、平時には民間で運用されているものを活用することにより、機材の維持・取得経費が軽減される。CRAFに入っている航空会社は、平時においてフライ・アメリカ法などにより連邦政府の人員の利用が見込めるほか、合衆国政府の資機材輸送を優先的に請け負うことにより利益を得ている。
CRAFに入るためには、アメリカ合衆国に登録している機体を保有し、1年以上安全運航を行い、アメリカ国防総省および連邦航空局の審査を受けた航空会社である必要がある。また、旅客機は保有機の30%以上、貨物機は15%以上をCRAFに登録しなければならない。CRAFはアメリカ空軍の航空機動軍団が所管しており、半年おきに査察が行なわれる。
CRAFは大きく三部門に分かれている。国際部門、国内部門、傷病者航空輸送部門である。うち国際部門は長距離と短距離に分けられ、国内部門もアラスカ部門が別に設けられている。2007年時点で37会社、1,364機が登録されており、うち1,273機が国際部門である。
CRAFが初めて実働したのは1990年の湾岸危機時であった。CRAFは、砂漠の盾作戦において世界各地より中東へ輸送された兵員のうち3分の2、空輸貨物のうち4分の1を担当した。イラク戦争時にも動員されている。
動員レベルは三段階が規定されており、ステージIが限定動員、ステージIIが空輸の危機的状態、ステージIIIが国家危機状態である。これまではステージIのみの発動に留まっている。動員される場合は、各航空会社は24ないし48時間で対応することとなっている。